# Eine Stunde gute Laune
Eine Stunde gute Laune war eine in der DDR produzierte Comedy-Kassette bzw. LP von den Komikern Rolf Herricht und Hans-Joachim Preil. Sie erschien 1972 bei LITERA im VEB Deutsche Schallplatten Berlin. Sie erhielt eine Auszeichnung als „Bestes Komiker-Album“. Sprecherin der Zwischentexte ist Annemarie Brodhagen.

## Titel
1. Der Klavierkauf
2. Hypnose
3. Der Schauspieler
4. Das Gedicht
5. Der Bleistift
6. Hoppegarten

## Inhalt der Sketche
- Der Klavierkauf: Herricht möchte sich ein Klavier kaufen und Preil erklärt ihm, wie man so etwas macht und wie man Klavier spielt.
- Hypnose: Preil erklärt Herricht, wie die Hypnose funktioniert.
- Der Schauspieler: Herricht möchte Schauspieler werden und nimmt Schauspielunterricht bei Preil.
- Das Gedicht: Herricht hat einige Gedichte geschrieben und trägt sie vor.
- Der Bleistift: Herricht & Preil spielen ein Ratespiel und Preil gewinnt den Bleistift.
- Hoppegarten: Herricht & Preil wollen nach Hoppegarten und Preil erklärt Herricht, wie man eine Wette auf der Pferderennbahn macht.